# Manfreda revoluta
Manfreda revoluta är en sparrisväxtart som först beskrevs av Johann Friedrich Klotzsch, och fick sitt nu gällande namn av Joseph Nelson Rose. Manfreda revoluta ingår i släktet Manfreda och familjen sparrisväxter. Inga underarter finns listade i Catalogue of Life.